# Пысла, Дан
Даниэл(ь) (Дан) Петру (Петрович) Пысла(э) (рум. Dan Pîslă; род. 14 июня 1986 года в Кишинёве) — молдавский футболист, который играет на позиции полузащитника за клуб «Атлантис II».

## Карьера

### Клубная
Пысла начал заниматься футболом в возрасте девяти лет по инициативе отца. Первым тренером футболиста стал Валерий Райлян. Профессиональная карьера Пыслы началась в «Униспорт-Авто» из Кишинёва. В сентябре 2005 года он был приглашён в «Динамо Киев». Однако за первую команду он так и не сыграл, а был отправлен в резервную команду «Динамо» (5 матчей). Во время зимнего межсезонья 2005/06 он перешёл в румынский «Васлуй». Затем он вернулся в Молдавию, где он защищал цвета «Искра-Сталь».
В 2007 году он снова уехал за границу, на этот раз в Азербайджан, где подписал контракт с клубом «Стандард Баку», который позже изменил своё название на «Стандард Сумгаит». Летом 2010 года он перешёл в «Мугань». После недолгого периода в молдавской «Академии» и азербайджанском «Туране» Пысла окончательно вернулся на родину, в «Костулены».
В сезоне 2013/14 он перешёл в «Тирасполь», с которым стал вице-чемпионом Молдавии. В первой половине сезона 2014/15 Пысла выступал за «Верис», а в начале 2015 года перешёл в «Зимбру». В июле того же года полузащитник стал игроком тираспольского клуба «Динамо-Авто». Дебютировал в команде 25 июля в матче чемпионата Молдавии против «Академии» и забил победный гол в концовке встречи.

### Международная
В 2007—2008 годах он выступал в составе молодёжной сборной Молдавии. 11 ноября 2011 года сыграл за основную сборную в товарищеском матче против Грузии, выйдя на замену. Его команда проиграла со счётом 2:0.